# Henri Bernard Ysenbrant
Henri-Bernard Ysenbrant (Brugge, 27 juni 1787 - Tielt, 13 september 1855) was een Belgisch senator.

## Levensloop
Ysenbrant was de zoon van Henri-Joseph Ysenbrant (Veurne, 3 augustus 1742 - ) en van Marie-Anne Lybaert. Hij trouwde met Eugénie-Sophie Delcambe. Hij was de oom van Adolphe de Vrière en schoonbroer van Philippe Le Bailly de Tilleghem.
Onder het keizerrijk was hij officier bij het vierde regiment Lansiers. Nadien ontwikkelde hij financiële en industriële activiteiten.
In 1818 werd hij gemeenteraadslid van Tielt en was er schepen tot in 1830. Hij werd ook burgemeester van Tielt (1841-1849).
Op 13 juni 1848 werd hij tot senator voor het arrondissement Tielt verkozen, maar bleef dit slechts tot 5 juli 1849.